# اد برنز
اد برنز (انگلیسی: Edd Byrnes؛ زادهٔ ۳۰ ژوئیهٔ ۱۹۳۲ - درگذشته  ۸ ژانویهٔ ۲۰۲۰) هنرپیشه اهل ایالات متحده آمریکا بود.
از فیلم‌ها یا برنامه‌های تلویزیونی که وی در آن نقش داشته‌است می‌توان به گریس، حمله سری، شریر، شریر، سربازان بورلی هیلز و بیچ پارتی اشاره کرد.